# Maddalena Grassano
Maddalena Grassano, po mężu Cellerino (ur. 4 maja 1949 w Mandrogne, dzielnicy Alessandrii) – włoska lekkoatletka, sprinterka, medalistka igrzysk śródziemnomorskich, olimpijka.

## Kariera sportowa
Odpadła w  eliminacjach sztafety 4 × 100 metrów na mistrzostwach Europy w 1971 w Helsinkach.
Zdobyła złoty medal w tej konkurencji na igrzyskach śródziemnomorskich w 1971 w Izmirze (sztafeta włoska biegła w składzie: Grassano, Laura Nappi, Ileana Ongar i Cecilia Molinari). Na igrzyskach olimpijskich w 1972 w Monachium odpadła w eliminacjach sztafety 4 × 100 metrów.
Była mistrzynią Włoch w biegu na 200 metrów w 1971, w sztafecie 4 × 200 metrów w 1975 i w sztafecie 4 × 400 metrów w 1972.
Pięć razy poprawiała rekord Włoch w sztafecie 4 × 100 metrów, doprowadzając go do wyniku 44,6 s, uzyskanego 9 września 1972 w Monachium.
Jej rekord życiowy w biegu na 100 metrów wynosił 11,8 s (1972).